# Zalomî, Znameanka
Zalomî (în ucraineană Заломи) este un sat în comuna Ivankivți din raionul Znameanka, regiunea Kirovohrad, Ucraina.

## Demografie
Componența lingvistică a localității Zalomî
     Ucraineană (88,1%)
     Maghiară (9,52%)
     Rusă (2,38%)
Conform recensământului din 2001, majoritatea populației localității Zalomî era vorbitoare de ucraineană (88,1%), existând în minoritate și vorbitori de maghiară (9,52%) și rusă (2,38%).